# Calificación de videojuegos (Chile)
El sistema de clasificación por edades de videojuegos chileno (formalmente «Calificación de videojuegos», coloquialmente «Ley de etiquetado de videojuegos»), es un conjunto de decretos que regulan la clasificación por edades de videojuegos comercializados en Chile a partir de 2018. Es, junto con Brasil, el único país de Sudamérica en adoptar oficialmente un sistema de clasificación por edades de videojuegos diferente del Entertainment Software Rating Board.

## Clasificaciones
La Resolución 5.733 exenta de septiembre de 2014 define una tabla de equivalencias con otros sistemas de clasificación para fines de homologación: Entertainment Software Rating Board y Pan European Game Information. El Decreto 51 de febrero de 2017 indica en su Artículo 4° un conjunto de siglas y su descripción.
| Clasificación             | Nombre                    | Descripción | Edad mínima        |
| ------------------------- | ------------------------- | --- | ------------------ |
| Especialmente recomendado | Especialmente Recomendado | Videojuego especialmente recomendado para niños y adolescentes: por contener material educativo y ningún material inapropiado para su edad.                                                   | Todas las edades   |
| Toda edad                 | Toda Edad                 | Videojuego sin contenido objetable que puede ser visto por personas de cualquier edad. | Todas las edades   |
| 8 años o más              | 8 años o más              | Videojuego no recomendado para menores de 8 años por contener un porcentaje menor de lenguaje inapropiado, insinuaciones sexuales o violencia.                                                | Mayores de 8 años  |
| 14 años o más             | 14 años o más             | Videojuego no recomendado para menores de 14 años por contener un porcentaje moderado de lenguaje inapropiado, insinuaciones sexuales o violencia.                                            | Mayores de 14 años |
| 18 años o más             | 18 años o más             | Videojuego no recomendado para menores de 18 años por contener un porcentaje importante de lenguaje vulgar, material sexual explícito, desnudez frecuente o importantes niveles de violencia. | Mayores de 18 años |

### Etiquetado

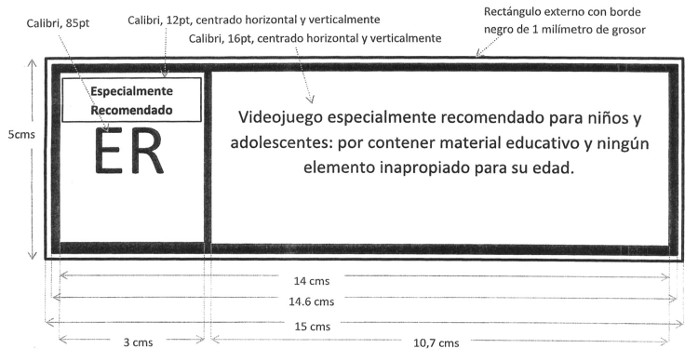
Ejemplo de etiqueta de clasificación, con sus especificaciones.

El citado decreto menciona que la etiqueta debe seguir las siguientes especificaciones:
- Rectángulo exterior de 150x50 mm con un borde negro de 1 mm de grosor;
- Rectángulo interior de 146x46 mm con un borde negro de 3 mm de grosor (dejando un margen de 1 mm);
- En rectángulo interior está dividido en dos secciones, de 30 mm y 107 mm de espacio interior respectivamente;
- Sobre el rectángulo izquierdo, un rectángulo[n 5] conteniento el nombre de la clasificación, centrado, cuya fuente es Calibri 12;
- La sigla, centrada, dentro del rectángulo izquierdo debajo del nombre, en Calibri 85;[n 6]
- La descripción, en el rectángulo derecho, centrada, en Calibri 16.

### Criterios y exigencias de calificación
La guía sobre la calificación de videojuegos publicada por la Biblioteca del Congreso Nacional dice:

La calificación en Chile no será necesaria si el videojuego viene ya calificado desde su país de origen, siempre que el Consejo de Calificación Cinematrográfica haya reconocido, mediante una resolución, que los criterios de ese país son equivalentes a los que se aplican en Chile.

Los fabricantes e importadores de videojuegos deben colocar en los envases en que comercializan dichos productos leyendas que señalen claramente el nivel de violencia contenida en el videojuego respectivo. Esa advertencia deberá ocupar, a lo menos, el 25% del espacio de ambas caras del envase o envoltorio del videojuego. Estos sólo podrán vender y arrendar videojuegos que fueron calificados como no recomendados para menores de una determinada edad, a quienes acrediten cumplir la edad requerida. Siempre se debe exigir que la persona en cada venta o arriendo muestre su carné de identidad.

Sí, la infracción será sancionada por el juez de policía local competente, con una multa de 1 a 50 unidades tributarias mensuales y se decomisarán los videojuegos. En caso de reincidencia, el juez podrá aplicar el doble de la multa establecida para la infracción respectiva. La reincidencia se da cuando se repita la infracción dentro de un mismo año.

Esto significa que la normativa aplica sólo a las copias físicas, pero no menciona a las copias digitales. Sin embargo, algunas tiendas digitales (como Microsoft Store localizado en Chile) muestran un ícono representando la clasificación, el cual cumple con las especificaciones del decreto.[cita requerida]

## Organismos calificadores
El organismo encargado de clasificar los videojuegos comercializados en Chile es el Consejo de Calificación Cinematográfica, el cual mantiene paralelamente su función de calificar las películas que se exhiben en Chile. La calificación consiste en revisar los videojuegos y determinar la edad de quienes pueden comprarlos o arrendarlos.

## Críticas
Jorge Maltrain Macho, de la revista TodoJuegos, criticó la implementación del sistema de calificación de videojuegos, citándolo como «buena intención, pésima ejecución», y nacido «con premisas totalmente discutibles», en particular, por su discordancia entre la normativa chilena y su criterio de aplicación, y las clasificaciones de la Entertainment Software Rating Board.